# Amarillo-Raffinerie
Die Amarillo-Raffinerie von Texaco war eine Erdölraffinerie in der Stadt Amarillo im Bundesstaat Texas in den Vereinigten Staaten. Sie wurde 1985 stillgelegt.

## Geographie

### Lage
Das Gelände der ehemaligen Texaco-Raffinerie befindet sich östlich des Stadtzentrums der texanischen Stadt Amarillo.

## Geschichte
Die Raffinerie wurde 1919 von der Amarillo Refining Company errichtet und verarbeitete zunächst Rohöl aus Wichita in Kansas. Später wurde eine Pipeline zu Ölfeldern in Carson und Hutchinson in Betrieb genommen. 1928 übernahm die Texaco die Raffinerie und erneuerte, sowie erweiterte sie. Ein Cracker der Raffinerie arbeite nach dem Rawsey-Verfahren und hatte eine Kapazität von 200 Barrel pro Tag.
Am 7. März 1985 verkündete Texaco die Raffinerie in Amarillo sowie eine weitere in Lawrenceville stillzulegen und die Eagle-Point-Raffinerie an die Coastal Company zu veräußern.
Nach der Stilllegung wurde das Raffineriegelände teilweise bebaut. 2010 wurde über eine Teilfläche die Grand Street geführt, um den Bahnübergang über die Bahnstrecke der Burlington Northern Santa Fe Railway durch eine Brücke zu ersetzen.